# Chattien
Oligocène supérieur
Stratigraphie
Rupélien Aquitanien
Miocène
Le Chattien ou Oligocène supérieur est la seconde des subdivisions constituant l'époque de l'Oligocène. Il s'étend de 28,1  à 23,03 millions d'années et fait suite au Rupélien.
Cet étage géologique a été défini par Theodor Fuchs en 1894, à partir du nom du peuple des Chattes, de la région de Cassel (Allemagne).